# 10a Brigada Mixta (Exèrcit Popular de la República)
La 10a Brigada Mixta, denominada originalment com a 1a Brigada Mòbil de Xoc, va ser una unitat de l'Exèrcit Popular de la República que va combatre durant la Guerra Civil Espanyola. Durant gairebé tota la guerra va romandre integrada en la 46a Divisió i va participar en algunes de les principals batalles de la contesa: Guadalajara, Brunete, Terol, Aragó i l'Ebre.

## Historial
La 10a Brigada Mixta va ser constituïda el 21 de desembre de 1936, formada originalment sobre la base de les forces de la columna manada per Valentín González «El Campesino». Estava composta en la seva majoria per militants d'ideologia comunista, molts d'ells procedents del Cinquè Regiment. Inicialment la unitat va rebre diversos noms: primer va ser denominada com a Brigada Mixta «E», i després com a «1a Brigada Mòbil de Xoc».

### Front del Centre
Al gener, integrada en la 4a Divisió manada per Juan «Modesto», la 10a BM va ser destinada a la zona de la Carretera de La Corunya amb la missió de contenir i rebutjar una nova ofensiva franquista. El 6 de gener va participar en un potent contraatac a l'altura del quilòmetre 11 de la carretera. No va arribar a participar en la batalla del Jarama.
El 9 de març la brigada va ser enviada al capdavant de Guadalajara i es va incorporar a la 11a Divisió d'Enrique Líster. El Corpo di Truppe Volontarie (CTV) havia llançat una potent ofensiva en aquest sector que emanazaba amb amenaçar la rereguarda republicana, per la qual cosa la brigada del Campesino va passar al contraatac al costat d'altres unitats republicanes. El dia 12 va aconseguir reconquerir Trijueque al costat de la XI Brigada Internacional. El dia 18 va cooperar amb altres unitats en la reconquesta de Brihuega, fet que provocà una desbandada dels italians. La victoriosa intervenció a Guadalajara va suposar una forta pujada en la moral per als homes d'«El Campesino».
Poc després dels combats de Guadalajara, la ja denominada 10a Brigada Mixta va ser agregada a la Divisió «A» (canviada de nom més tard com 10a Divisió) i a mitjan abril la brigada va prendre part en un fallit assalt contra el Cerro Garabitas. Durant els següents mesos la 10a BM va passar per un període de descans i de reorganització. El mes de maig la unitat va quedar incorporada a la nova 46a Divisió, que va passar a ser manada per "El Campesino", mentre la 10a BM va passar a ser manada pel cubà Policarpo Candón Guillén. Al juny la brigada va cedir un dels seus batallons d'elit, que serviria de base per a formar la nova 101a Brigada Mixta.
Al juliol es trobava preparada intervenir en l'ofensiva de Brunete. Diversos assalts inicials van fracassar el 6 de juliol, però després d'una reorganització la brigada va aconseguir avançar i voltar la població de Quijorna. El dia 9 els homes de la 10a BM van conquistar Quijorna i van aconseguir fer-se amb un bon botí de guerra: 3 canons antitancs, 3 morters, 5 llançaflames, algunes metralladores i més de 1.000 fusells. Els franquistes en Quijorna van tenir 600 morts i 200 soldats van ser fets presoners. El 19 les seves posicions prop de Quijorna van ser assaltades pels requetés carlistes de la 5a Brigada de Navarra. El 24 va tornar a sofrir un contraatac, que va aconseguir rebutjar. Va ser rellevada de les seves posicions per la 49a Brigada Mixta. A continuació es va retirar a les seves casernes a Alcalá de Henares, on va romandre al costat de la 46a Divisió situada en reserva.

### Front d'Aragó
El 21 de gener va haver de partir d'Alcalá de Henares i marxar al Front de Terol, per a reforçar les defenses republicanes després que la capital turolense hagués estat conquistada per l'Exèrcit republicà el 7 de gener. Va arribar al sector del riu Alfambra el 23 de gener, i el dia 27 va participar en l'assalt de Las Celadas. Durant l'assalt va morir el comandant de la brigada, Policarpo Candón, que va ser substituït pel major de milícies Domiciano Leal Sargenta. Durant les següents setmanes va defensar la posició del Mansueto, on va aconseguir resistir fins al 20 de febrer, en què va haver de retirar-se davant la pressió enemiga. Mentrestant una de les unitats de la brigada, el 2n Batalló manat pel major Justino Frutos, va quedar voltat a la ciutat de Terol al costat d'altres unitats, encara que finalment va aconseguir escapar en condicions extremadament difícils. Després dels combats de Terol, la 10a BM va tornar a les seves casernes a Alcalá de Henares.
Després del començament de la Ofensiva franquista d'Aragó la brigada degué tornar al capdavant d'Aragó per a reforçar les defenses republicanes. El 27 de març va arribar a la localitat de les Borges Blanques, per a posteriorment participar en la defensa de Lleida. La 10a BM tenia la missió de protegir el nucli urbà de la ciutat i els accessos occidentals de la ciutat. Per a l'1 d'abril la 10a es trobava defensant el castell de Gardeny, però al migdia va perdre aquesta posició i va començar una lenta retirada pels carrers de Lleida —cobrint a les altres unitats republicanes— fins a tornar a travessar el riu Segre. La 46a Divisió seria condecorada amb la Medalla al Valor per la seva participació en la batalla ilerdenca. L'arribada al mar Mediterrani de les forces franquistes va deixar voltada a la divisió a Catalunya.

### L'Ebre i la retirada de Catalunya
Al juliol Domiciano Lleial va passar a manar la 46a Divisió, substituint-li en la brigada el major Justino Frutos Redondo.
Després d'un període de reorganització, la 10a BM es trobava llista per a intervenir en l'ofensiva de l'Ebre. El 25 de juliol va travessar el riu a l'altura de Benifallet, avançant fins al riu Canaleta i ocupant també Pinell de Brai. No obstant això, va anar en aquest punt on els franquistes van detenir el seu avanç, sofrint greus baixes en xocar amb els seus defenses. El 29 de juliol va fer una temptativa per a tallar la carretera que unia Gandesa amb Tortosa (el que hauria tallat l'arribada dels reforços franquistes), però finalment va fracassar. A partir de llavors, va passar a la defensiva: el 2 d'agost es trobava defensant les posicions entorn del riu Canaleta. Fins al 14 de setembre no va ser rellevada per forces de la 11a Divisió, després de la qual cosa va tornar al front i es va situar a Serra de Lavall de la Torre. Va aguantar en aquestes posicions fins al 6 d'octubre, quan va perdre la cota 321, retirant-se cap a Venda de Camposines i poc després tornaria a creuar l'Ebre.
Molt desgastada després de mesos de durs combats, la 10a BM es va situar a Vinaixa a l'espera de reorganitzar-se i rebre reforços. No obstant això, el 23 de desembre els franquistes van llançar la sevaofensiva de Catalunya i la brigada va haver de tornar al combat: durant diversos dies va aconseguir detenir l'avanç del CTV italià, evitant que capturés l'estratègica les Borges Blanques. Però al començament de gener la resistència es va esvair i va haver de retirar-se al costat de la resta del V Cos d'Exèrcit. El 13 de gener va intentar alguna resistència prop del Pla de Santa Maria. Quatre dies després ja es trobava prop de Igualada, després de la qual cosa va començar la seva retirada cap a la frontera franco-espanyola. Al començament de febrer va travessar la frontera pel lloc fronterer de Portbou.

## Comandaments
Comandants
- Major de milícies Valentín González
- Major de milícies Policarpo Candón Guillén
- Major de milícies Domiciano Leal Sargenta
- Major de milícies Justino Frutos Redondo

Comissaris
- Pablo de la Torriente Brau
- Félix Navarro Serrano
- José del Campo Sanz
- Modesto Castrillo